# Chima Williams
Chima Williams ist ein Umweltaktivist, ein Umweltrechtler, der gegen Umweltunrecht kämpft und ein multinationales Unternehmen wie Shell dazu gebracht hat, für Schäden zu zahlen, die sie einigen Gemeinden im Nigerdelta zugefügt haben. Er ist auch der Gründer der ersten Studentenumweltgerechtigkeitsgruppe in Nigeria. Er wurde als einer der wichtigsten Verteidiger der Erde bezeichnet.

## Karriere
Chima Williams trat als Student in den 1990er-Jahren der Nigerian Environmental Movement bei, wo er sich für die Environmental Rights Action (ERA) engagierte, eine NGO, die 1993 gegründet wurde und sich für Umweltrechte in Nigeria einsetzt. 1998 gründete Chima die erste studentische Umweltgerechtigkeitsgruppe in Nigeria. Er arbeitet als Umweltrechtler und klagt gegen multinationale Unternehmen wegen Umweltverschmutzungsfällen in Nigeria. Im Oktober 2020 wurde er zum Geschäftsführer der Environmental Rights Action/Friends of the Earth Nigeria (ERA/FoEN) ernannt. Die Environmental Rights Action (ERA) ist eine Interessenvertretungs-NGO, die am 11. Januar 1993 in Nigeria gegründet wurde, um sich mit Umweltmenschrechtsfragen in Nigeria zu befassen. Die ERA ist das nigerianische Kapitel von Friends of the Earth International (FoEI).

## Auszeichnungen
Chima Williams ist einer der Preisträger des Goldman-Umweltpreises 2022 weltweit. Er ist der dritte Nigerianer, der diese Auszeichnung erhält. Der Preis wurde für seine Arbeit verliehen, mit der er Royal Dutch Shell für Ölverschmutzungen aus ihren Einrichtungen in die Gemeinden des Nigerdeltas zur Verantwortung gezogen hat. Der Goldman-Preis wird vergeben, um die Arbeit von Basis-Umweltaktivisten auf der ganzen Welt zu würdigen und zu schätzen, die daran arbeiten, die Erde zu schützen.